# Scolecoseps
Scolecoseps es un género de lagartos perteneciente a la familia Scincidae. Se distribuyen por la mitad este del África subsahariana.

## Especies
Según The Reptile Database:
- Scolecoseps acontias (Werner, 1913)
- Scolecoseps boulengeri Loveridge, 1920
- Scolecoseps litipoensis Broadley, 1995